# Den tappre soldaten Švejks äventyr under världskriget

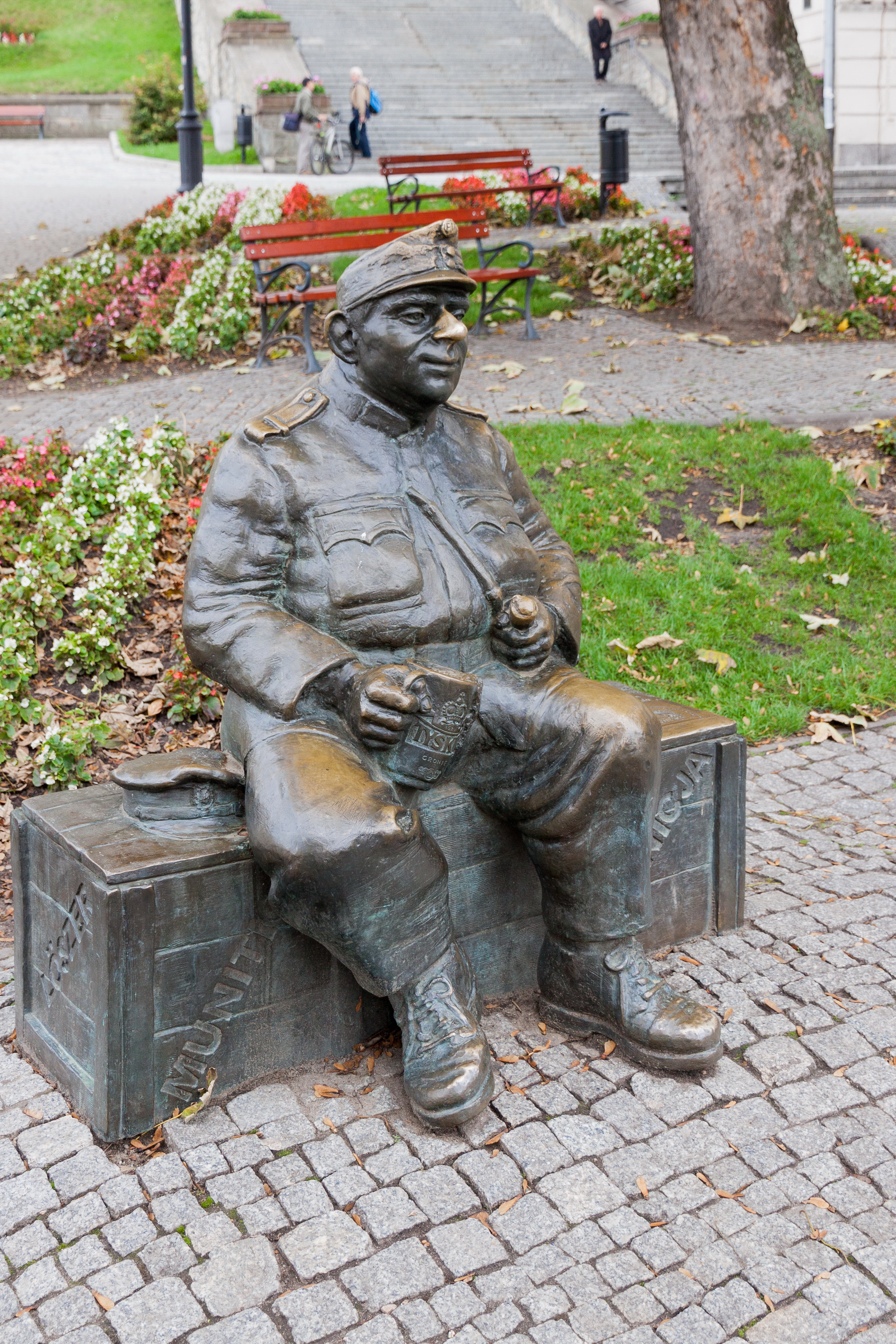
Den tappre soldaten sitter staty i Przemyśl, Polen.

Den tappre soldaten Švejks äventyr under världskriget [ˈʃveɪk] (tjeckiska: Osudy dobrého vojáka Švejka za světové války) är en ofullbordad satirisk roman av den tjeckiske författaren Jaroslav Hašek som publicerades postumt 1923. En fortsättning, "Die Abenteuer des braven Soldaten Schwejk in russischer Gefangenschaft" av Karel Vanek, utkom 1927 (ej översatt till svenska).

## Handling
Švejk är ansedd vara svagt begåvad, men han blir ändå inkallad att tjänstgöra i den österrikiska armén under första världskriget (1914-15). Han beskrivs i boken som en odisciplinerad lögnhals, fyllhund och en uppenbar dumskalle, men som ändå hela tiden överlistar sina överordnade och armén.
Om Švejk vet vi att hans moder hette Antonic och hans fader Prokop (förvaltare). Han har en bror (lärare och reservofficer). Švejk bodde före kriget bl.a. på Kremencovagatan och Opatovickagatan i Prag. Hans favoritkrog var Bägaren på Na Bojistigatan i Prag.
Den sluge, alternativt imbecille, Švejk drar, till synes helt oskyldig, in sin omgivning i den ena knepiga situationen efter den andra. Komiken består i hur en godhjärtad person kan ställa till oreda i den politiska djungel som en armé på marsch in i ett krig utgör.

## Om boken
Mycket av karaktärerna och miljön i boken är dels hämtat från Hašeks egen tid i armén och dels från hans vistelse på mentalsjukhus.
Av många anses boken om Švejk som en av de främsta antimilitaristiska skrifterna. Genom humor framställs militarismen som löjeväckande och människofientlig.
Boken innehåller också en svidande kritik av hyckleriet och dubbelmoralen under kejsardömet Österrike-Ungerns sista tid. Inte minst uppmärksammas de österrikiska tyskarnas och ungrarnas förakt för de slaviska folkminoriteterna, främst tjeckerna.
Boken förbjöds i den tjeckoslovakiska armén 1925. Den polska översättningen konfiskerades 1928, den bulgariska förbjöds 1935 och i bokbålen runt om i Nazityskland 1933 var den ett givet nummer.

## Filmatiseringar i urval
Romanen är bland annat förlaga till dessa filmer:
- Dobrý voják Švejk (1926)
- Švejk na frontě (1926)
- Den tappre soldaten Svejks äventyr under världskriget (1931)
- Dobrý voják Švejk (1955)
- Dobrý voják Švejk (1957)
- Poslušně hlásím (1958)
- Soldaten Svejk (1960)
- Osudy dobrého vojáka Švejka (1986)

## Teater
Bertolt Brecht har gjort teaterversionen ”Svejk i andra världskriget” som även satts upp i modern tappning på Teater Tribunalen 2009.

## Kuriosa
- Boken användes som en del i chiffer vilket ledde till ett svenskt rättsfall under andra världskriget.[5]
- På grund av ett välkänt citat[6] ur boken om en restaurang - som baserar sig på en verklig restaurang i nuvarande Tjeckien[7] där Hašek brukade vistas[8] - har en krog tagit namnet Soldaten Svejk, öppnad i Stockholm 1974.[9] Även en svensk importör av tjeckiskt öl har tagit namnet.[10]